# Хэ Ин
Хэ Ин (кит. упр. 何影, пиньинь Hé Yǐng, р. 17 апреля 1977) — китайская спортсменка, стрелок из лука, двукратный призёр Олимпийских игр.
Хэ Ин родилась в 1977 году в Сыпине провинции Гирин, с 14 лет начала заниматься стрельбой из лука. На Олимпийских играх 1996 года она завоевала серебряную медаль в личном первенстве, на Олимпиаде-2004 стала обладательницей серебряной медали в командном зачёте.